# Pseudomys hermannsburgensis
Pseudomys hermannsburgensis là một loài động vật có vú trong họ Chuột, bộ Gặm nhấm. Loài này được Waite mô tả năm 1896.